# Forchach
Forchach é um município da Áustria, situado no distrito de Reutte, no estado do Tirol. Tem 14,24 km² de área e sua população em 2019 foi estimada em 261 habitantes.